# Errata corrige
L'errata corrige (erràta còrrige, in latino «correggi le cose sbagliate») è una lista di errori di composizione riscontrati dopo la stampa di un libro (più raro in un periodico). Nella lista si specifica l'errore che si è commesso e la pagina, riportandone la sua correzione. Generalmente appare alla fine del libro in una delle ultime pagine.
Tale locuzione latina, in italiano, è maschile. Si può di rado trovare anche nella forma, che è invece d'uso nella lingua inglese errata corrigenda; se inteso al singolare, essendo di genere neutro, diventa erratum corrigendum.

## Modalità di segnalazione degli errori
Generalmente esistono modi diversi per segnalare la presenza di uno o più errori e, quindi, di un errata corrige. In genere la modalità varia a seconda del mezzo di comunicazione scritto affetto da errore.
- Nei libri viene in genere riportato in un foglio volante annesso successivamente al volume; ultimamente, con la ormai crescente diffusione del web, è più spesso possibile reperire l'errata corrige sul sito della casa editrice o, talora, anche sul sito dell'autore.
- Nelle riviste e nei quotidiani mediante un avviso in uno dei numeri immediatamente successivo a quello affetto da errore.
- Negli avvisi e nei comunicati pubblici apposti con un semplice foglio in una bacheca, su un muro, o in altro luogo appropriato in genere non ci si limita a sostituire il foglio errato con una sua versione corretta; infatti chi ne ha già letta la prima versione, rischierebbe di tralasciare la lettura della seconda, credendo di averne già acquisito correttamente il contenuto. Si tende pertanto o ad aggiungere alla comunicazione sbagliata un altro biglietto in cui si avvisa dell'errore, oppure a sostituire la prima comunicazione con una seconda, in cui si specifica in modo ben evidente la presenza di un errore nella precedente comunicazione o, quantomeno, in cui si aggiorna la data di emissione.

## Nelle pubblicazioni ufficiali
La differenza tra «errata-corrige» e «avviso di rettifica» è praticata dalla Gazzetta Ufficiale della Repubblica Italiana, già sulla scorta della normativa degli anni Trenta: si parla di «“Errata-corrige”, quando l’errore [era] stato commesso dalla stessa “Gazzetta Ufficiale” nella stampa dei testi legislativi ad essa trasmessi», mentre si parla di «“Avviso di rettifica”, quando l’errore era già contenuto nei testi trasmessi alla Gazzetta Ufficiale alla quale viene successivamente comunicata la correzione da apportare».